# Sustentació
La sustentació (o subpressió) és la força generada per un cos que es desplaça per un fluid, de direcció perpendicular a la del moviment del corrent incident.
Com amb altres forces aerodinàmiques, en la pràctica, en comptes de forces hom utilitza coeficients adimensionals, els quals representen l'efectivitat de la forma d'un cos per a produir sustentació i l'ús dels quals és més còmode que el de forces.
La fórmula és:
{\displaystyle Sustentaci{\acute {o}}={\frac {1}{2}}\cdot \rho \cdot V^{2}\cdot S\cdot Coeficient_{Sustentaci{\acute {o}}}}
On (descripció de la variable i unitats en el Sistema Internacional d'Unitats):
- {\displaystyle Sustentaci{\acute {o}}} - newtons.
- {\displaystyle \rho \,} - Densitat del fluid. {\displaystyle {\frac {kg}{m^{3}}}}.
- {\displaystyle V\,} - Velocitat. {\displaystyle {\frac {m}{s}}}.
- {\displaystyle S_{planta}\,} - Superfície en planta. {\displaystyle m^{2}\,}.

- {\displaystyle Coeficient_{Sustentaci{\acute {o}}}} - Adimensional.

Per la qual cosa el coeficient de sustentació és:
{\displaystyle Coeficient_{Sustentaci{\acute {o}}}={\frac {Sustentaci{\acute {o}}}{{\frac {1}{2}}\rho V^{2}S}}}

## En aeronàutica

Exemple de gràfica coeficient de sustentació-angle d'atac.

En aeronàutica és la principal força que permet que una aeronau amb ales es mantingui en vol.
Per a la sustentació s'utilitza la notació {\displaystyle L}, del terme anglès lift, i {\displaystyle C_{L}} per al coeficient de sustentació, el qual sempre es busca que sigui al més gran possible.
A més, la sustentació i, en conseqüència, el seu coeficient depenen directament de l'angle d'atac, augmentant a mesura que aquest augmenta fins a assolir un punt màxim després del qual s'entra en pèrdua aerodinàmica.

## En automobilisme
Per a la sustentació hom empra la notació {\displaystyle F_{z}}, i {\displaystyle C_{z}} per al coeficient de sustentació, car aquesta força actua paral·lelament a l'eix OZ del triedre de referència que s'associa al vehicle.
Per a poder comparar directament la sustentació que produeixen dos vehicles en les mateixes condicions s'utilitza el coeficient {\displaystyle SC_{z}}, exactament pels mateixos motius que en el cas de la resistència aerodinàmica.
{\displaystyle SC_{z}=C_{z}\cdot S_{planta}}
En els vehicles de carrer no se sol tenir en compte ni aprofitar la sustentació i fins i tot pot haver-hi un petit coeficient positiu.
En molts tipus de vehicles de competició, com poden ser els de la fórmula 1, s'esdevé tot el contrari, ço és, hom busca que sigui negatiu, és a dir, que el vehicle sigui empès vers el terra amb l'objectiu d'obtenir un millor aferrament o suport aerodinàmic, mitjançant superfícies com alerons o l'aprofitament de l'efecte terra.
Endemés, en alguns d'aquests vehicles, depenent entre altres coses de la distribució de masses i del tipus de tracció, hom busca suports aerodinàmics diferents per a cada eix, per la qual cosa pot haver-hi un coeficient diferent associat a cada un d'ells.